# Holzwickede
Holzwickede è un comune di 17 035 abitanti della Renania Settentrionale-Vestfalia, in Germania.
Appartiene al circondario (Kreis) di Unna (targa UN).
Il suo territorio ospita le sorgenti del fiume Emscher.

## Collegamenti esterni

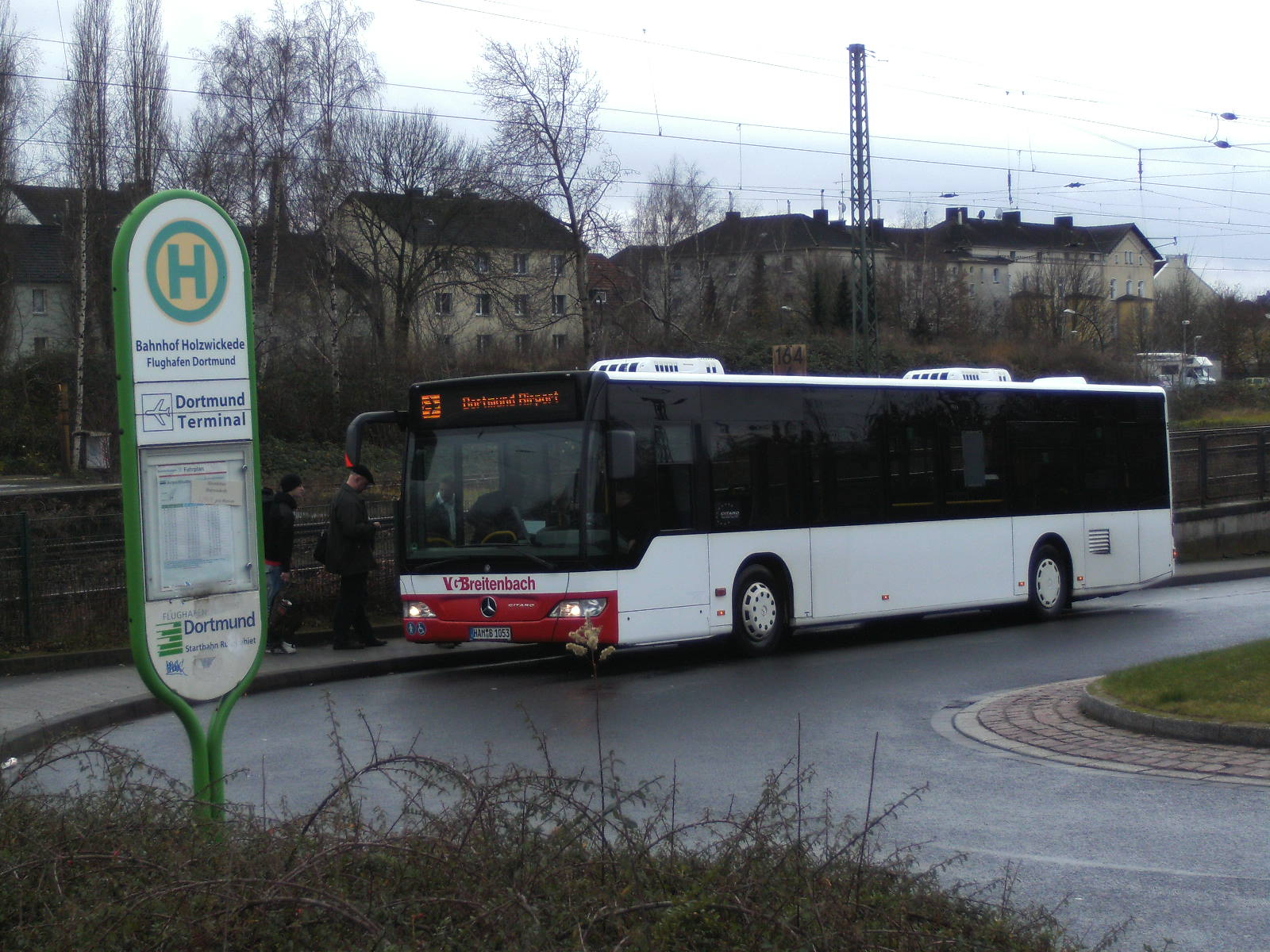
Fermata presso la stazione Holzwickede
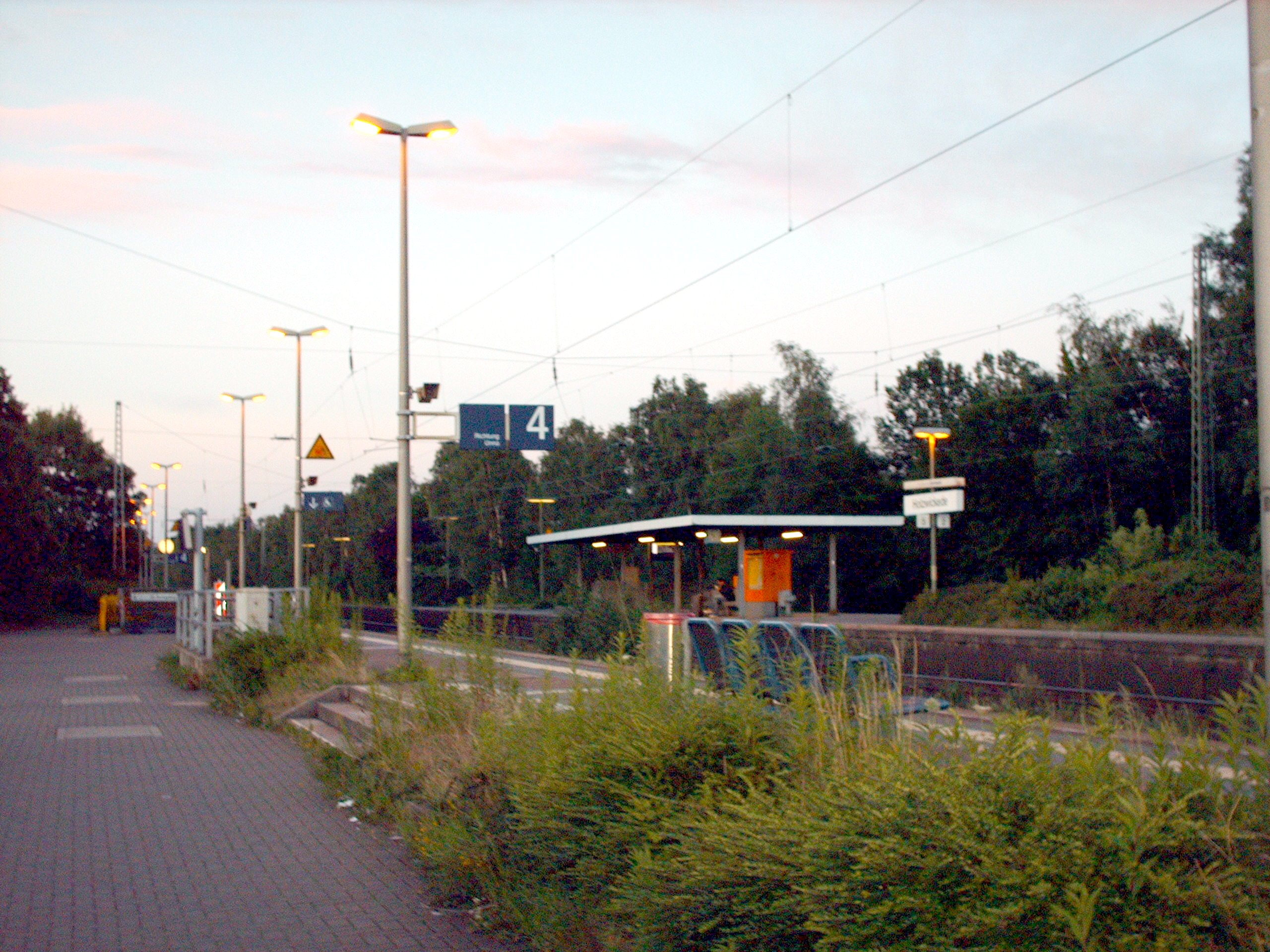
La stazione di Holzwickede
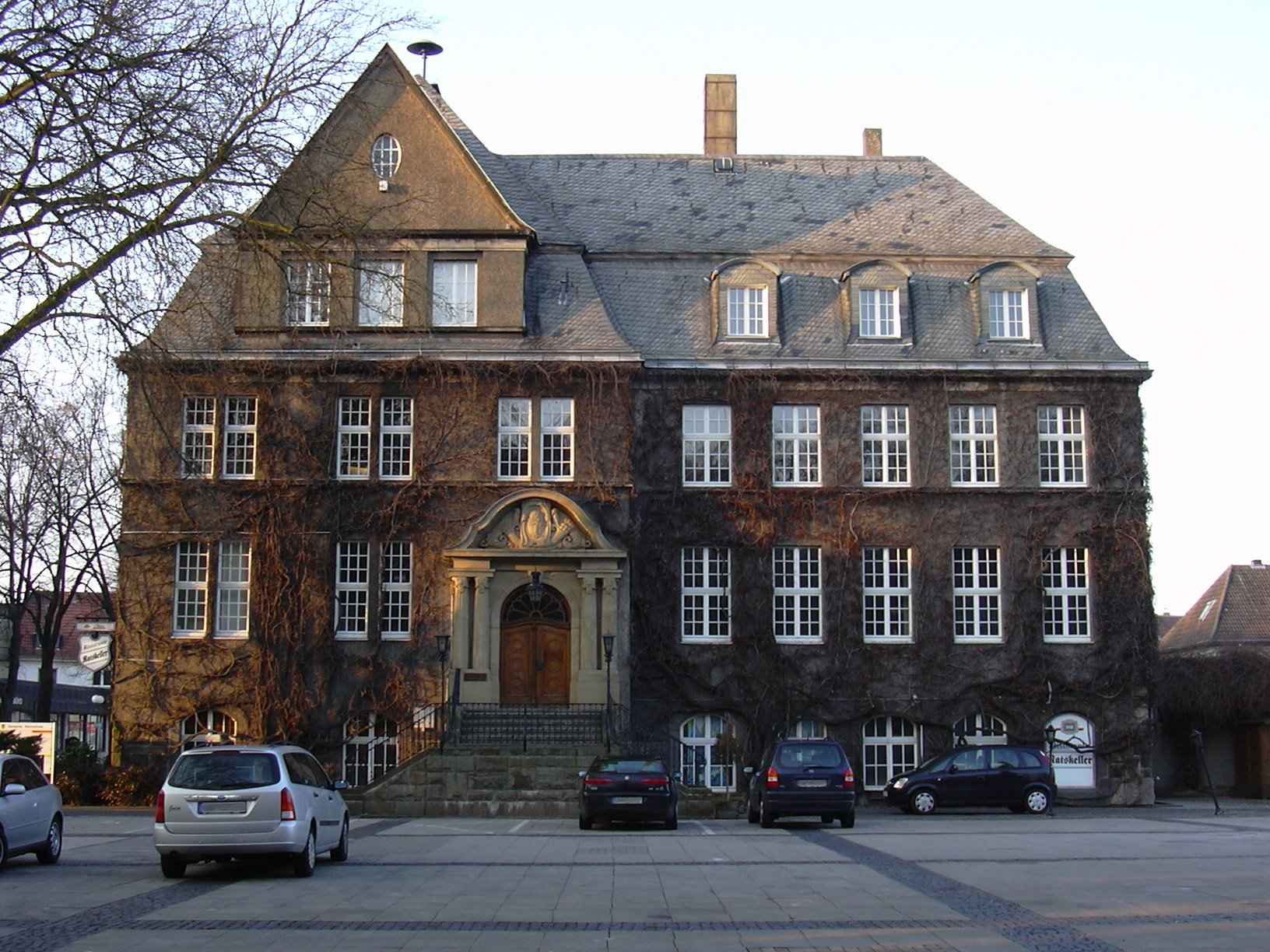
Municipio di Holzwickede
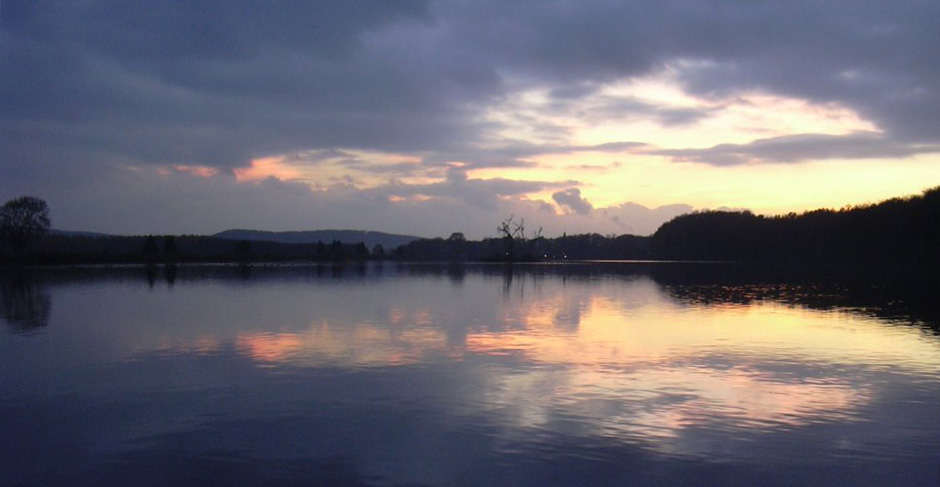
Sera a Stausee Hengsen (serbatoio di Hengsen)